# Sultan Mastura

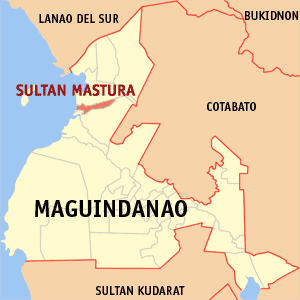
Bản đồ Maguindanao với vị trí của Sultan Mastura

Sultan Mastura là một đô thị ở tỉnh Maguindanao, Philippines.

## Các đơn vị hành chính
Sultan Mastura được chia ra 13 barangay.
- Balut
- Boliok
- Bungabong
- Dagurongan
- Kirkir
- Macabico (Macabiso)
- Namuken
- Simuay/Seashore
- Solon
- Tambo
- Tapayan
- Tariken
- Tuka